# Nuage orographique

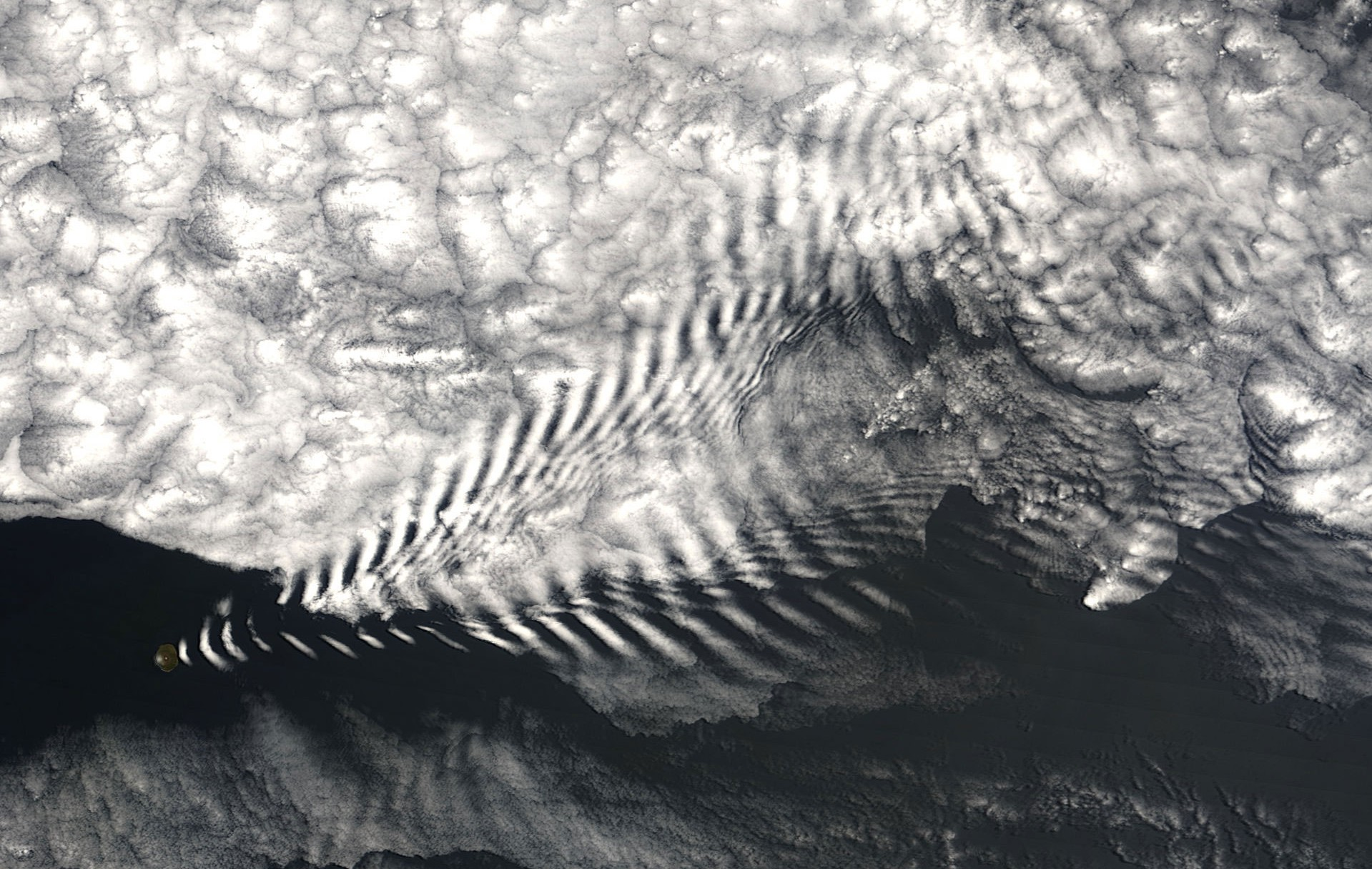
Lignes parallèles de nuages en aval de l’île Amsterdam, dans l'océan Indien, suivant les crêtes de l'onde orographique

Un nuage orographique est un nuage formé par le soulèvement dû au relief, en amont ou en aval de l'obstacle. Il ne s'agit pas d'un type en particulier de nuage, car il peut être autant stratiforme que convectif, mais plutôt d'un qualificatif qui est lié à son origine. Le nuage d'onde est un cas particulier de nuage orographique qui se développe au sommet d'une onde orographique stationnaire en aval d'une montagne.

## Formation

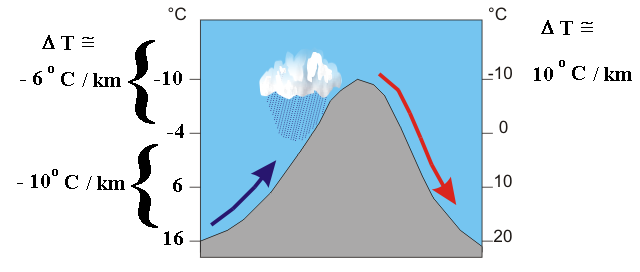
Soulèvement orographique (flèche bleue)

L'air rencontrant un obstacle du relief doit s'élever. Cet obstacle peut être graduel, comme la pente des Grandes Plaines nord-américaines, ou être abrupt comme celui d'une montagne. On génère ainsi une ascendance de l'air qui doit remonter la pente et qui changera de température en s'élevant à un taux différent, selon qu'il est saturé ou non. Il suit une variation selon le gradient adiabatique sec tant qu'il n'est pas saturé. Puis le changement se fait selon le taux du gradient adiabatique humide (partie gauche de l'image) et il y aura formation de nuages. Dans ces deux cas, si le taux de variation de la température de la masse d'air soulevée devient plus grand que celui de l'environnement, l'air soulevé devient instable. 
En aval de l'obstacle, il peut se former une onde de gravité atmosphérique. Si l'environnement est stable, la masse d'air redescendra du côté aval de l'obstacle et entrera en oscillation autour d'une hauteur égale ou inférieure au sommet de celui-ci. Par contre, si l'air est instable, l'air continuera de s'élever, avec ou sans oscillation. En gagnant de l'altitude, la masse d'air prend de l'expansion et se refroidit par détente adiabatique. Ce refroidissement entraîne une augmentation de l'humidité relative et peut atteindre la saturation. Si cela se produit, on voit l'apparition de nuages ou de précipitations tant en amont du sommet de l'obstacle, qu'en aval de celui-ci dans les régions de maxima de l'onde. 

### Nuages d'amont

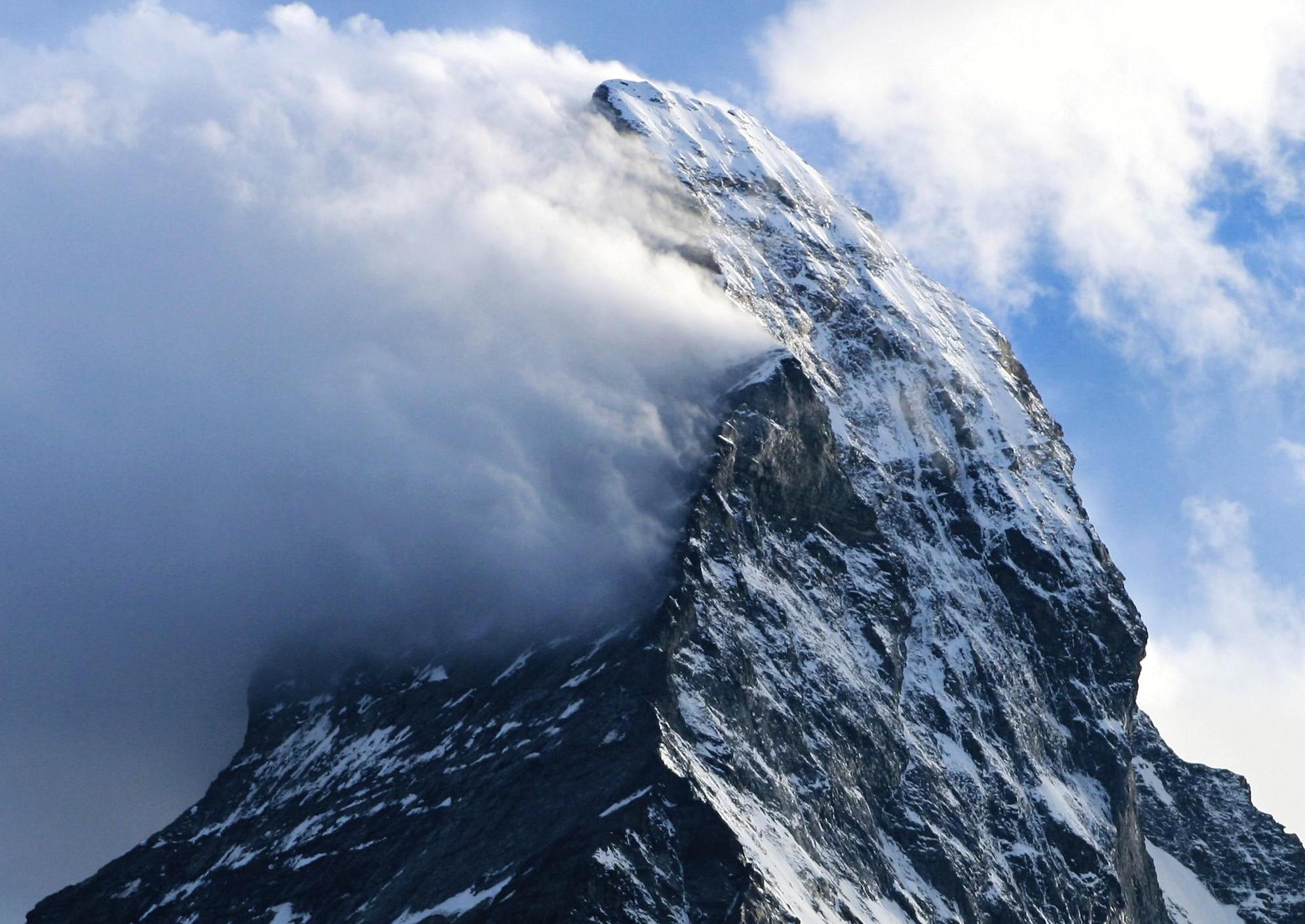
Nuage en bannière en aval du mont Cervin dans le cas d'une atmosphère stable

Le type de nuage près ou en amont de d'obstacle variera selon la stabilité de l'air et de son contenu en vapeur d'eau :
Air stable
- brouillard orographique, lorsque l'air est déjà près de la saturation à la base de l'obstacle et que les vents sont assez faibles ;
- nuage stratiforme qui pourra produire des précipitations soutenues ;

Air instable
- cumulus ;
- cumulonimbus.

### Nuages d'aval

#### Nuage en bannière
Un nuage en bannière peut se former en aval d'un obstacle lorsque le côté au vent est dans l'ombre. Ce type de nuage est très connu en aval du mont Cervin.

#### Nuage d'onde
Les nuages d'onde se forment sur les crêtes de l'onde orographique. Il peut exister des ondes à plusieurs altitudes si l'air est suffisamment humide et que le sommet des montagnes est variable. Trois types de nuages sont généralement associés à ce phénomène :
- nuage lenticulaire, un nuage stationnaire[4] au sommet en aval de l'obstacle et qui prend la forme d'un soucoupe ou d'une lentille. Ce genre de nuage prend un axe perpendiculaire à la direction du vent ;
- nuage de sommet en capuchon, un type de lenticulaire dont la base est sous le sommet de l'obstacle et forme donc une collerette entourant le relief, ou un genre de chapeau coiffant son sommet.
- allée de tourbillons de Karman.

|                                                                                     |                                                                    |                                     |                                                                         |
| Lignes parallèles suivant la crête d'une onde orographique dans le sud de l'Algérie | Allée de tourbillons de Karman au large de l'île Rishiri au Japon. | Nuage en capuchon sur le mont Fuji. | Nuage lenticulaire surplombant le mont Washington, New Hampshire, É.-U. |

Les nuages d'onde se forment à une hauteur égale ou supérieure au sommet des obstacles, à une altitude où la température est sous le point de congélation. À cet endroit, les gouttelettes d'eau provenant de la condensation par soulèvement sont en surfusion et donnent théoriquement des cristaux de glace, selon la physique des nuages, en s'étalant en aval. Cependant, la phase où liquide et solide coexiste assez loin de l'obstacle générateur de l'onde orographique car elle dépend de la présence de noyaux de congélation. 
Le mécanisme principal de transformation en cristaux est celui de la nucléation homogène en minuscules sphères ou cristaux irréguliers. Les colonnes comptent pour moins de 1 % des cristaux et les plaques sont pratiquement absentes.

## Importance
Les nuages et brouillards orographiques sont responsables d'une grande partie des précipitations à travers le monde du côté au vent des montagnes. Ainsi, les forêts humides de la côte ouest de l'Amérique du nord et des contreforts de l’Himalaya sont soutenues par les pluies abondantes provenant des nuages orographiques. Par contre, en aval des montagnes, les nuages d'onde ne produisent généralement pas de pluie, seulement de la virga donnant une zone d'ombre pluviométrique. L'évaporation sous interfère avec l'onde génératrice pour donner un rotor, soit un vortex turbulent.